# Теорин, Юхан
Юхан Теорин (швед. Johan Theorin; 1963, Гётеборг, Швеция) — шведский писатель, журналист.
Дебютировал в 2007 году, издав книгу «Мёртвая зыбь» (швед. «Skumtimmen»). Его книга «Ночной шторм» (швед. «Nattfåk») на русском языке вышла в 2010 году в издательстве «РИПОЛ классик».